# Barford St Martin
Barford St Martin è un villaggio e una parrocchia civile della contea del South Wiltshire situato a 2 miglia da Wilton, l'antica capitale del Regno del Wessex, e circa 13 miglia da Shaftesbury, Sud Ovest dell'Inghilterra, Regno Unito.

## Geografia

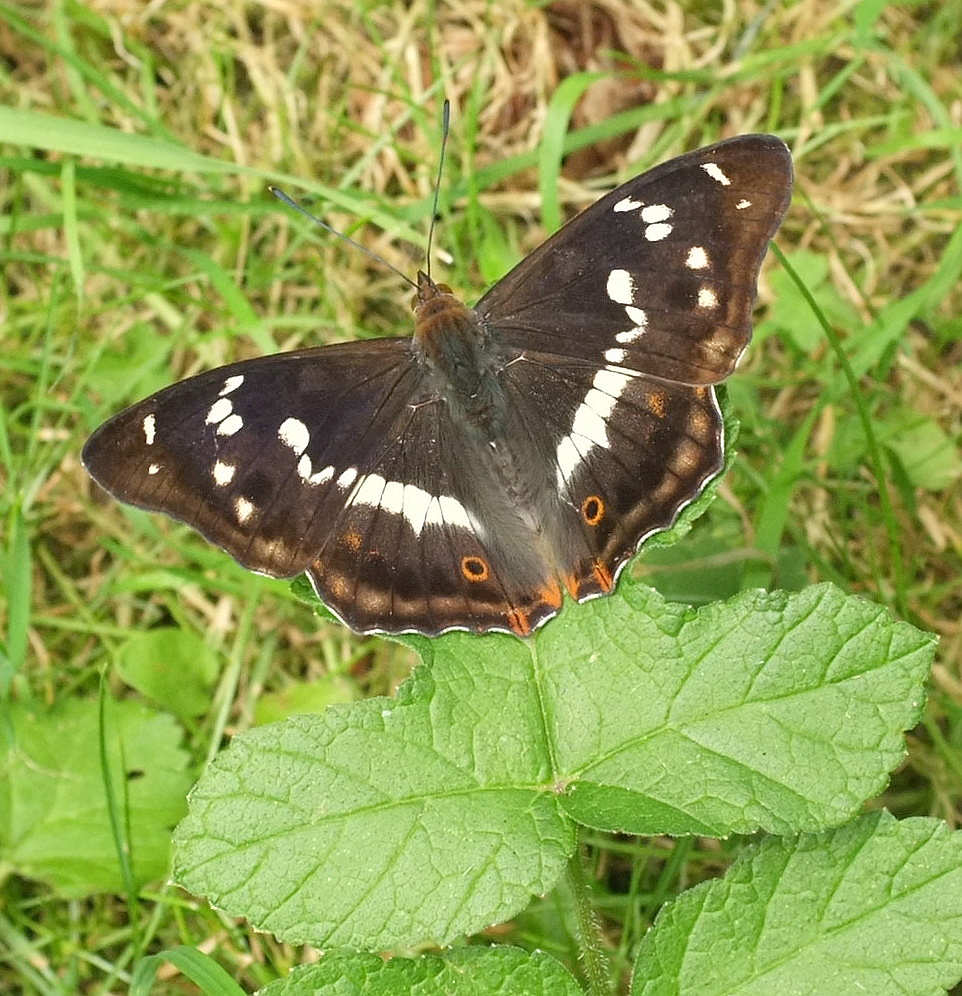
Farfalla nella Grovely Wood

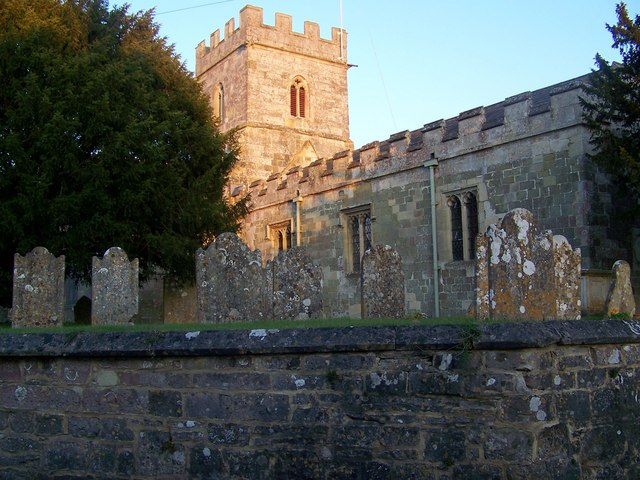
Chiesa di San Martino

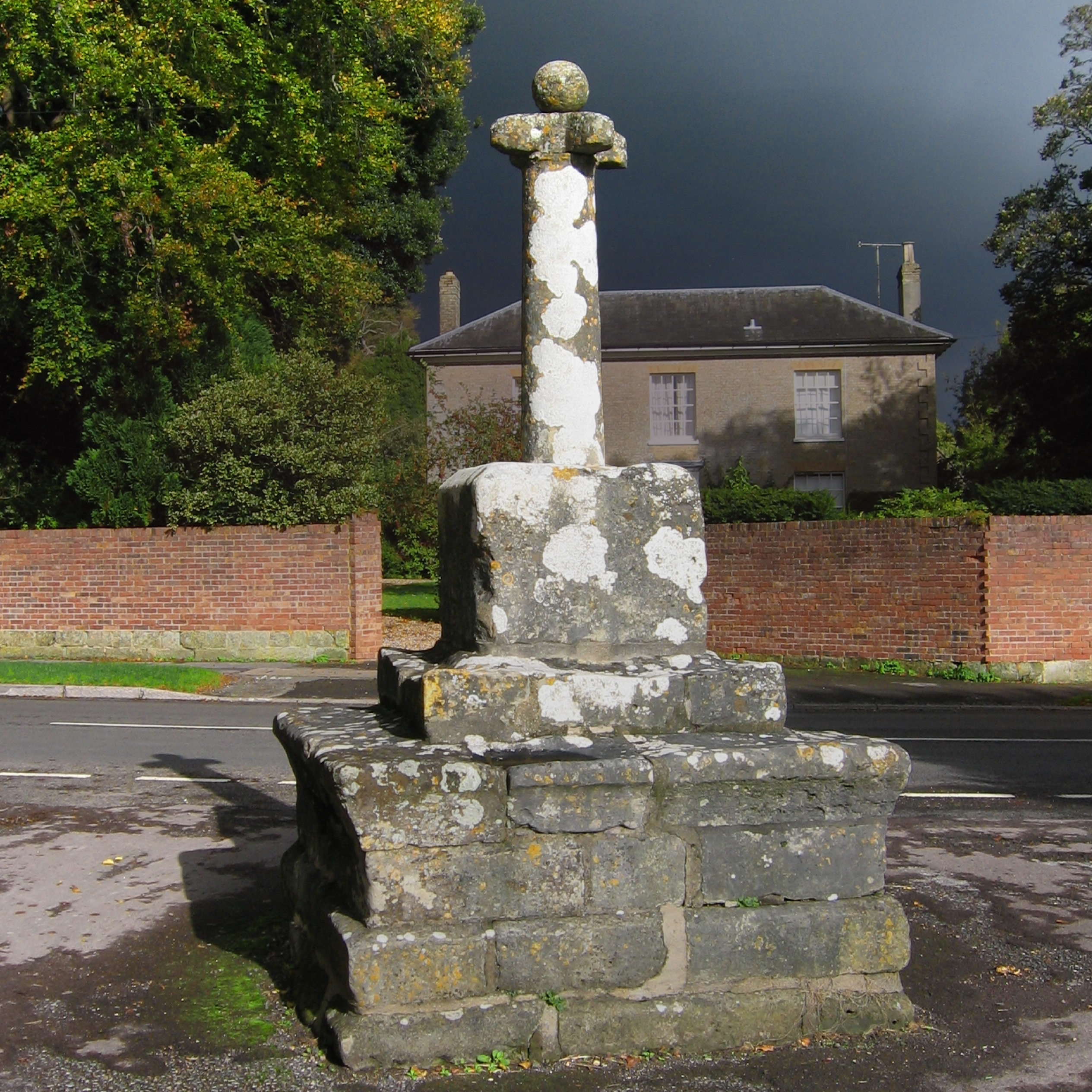
Croce di San Martino

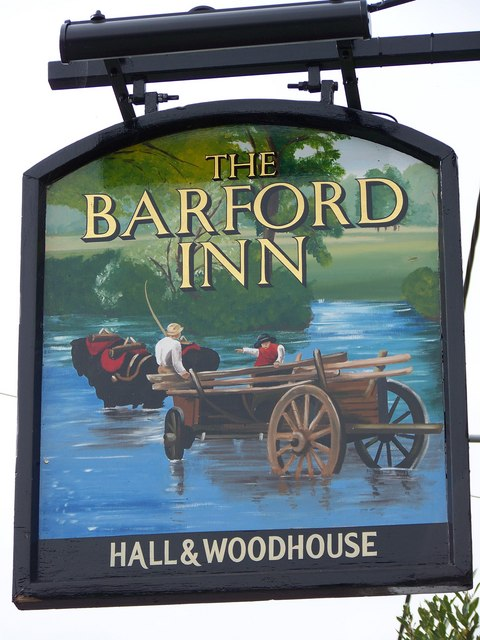
Insegna del Barford Inn

Barford St Martin si trova nel Cranborne Chase National Landscape ed suo territorio è attraversato dal fiume Nadder. Vi si trova le ampie aree boschive della Grovely Wood e della County Wildlife Site note per la presenza della farfalla Purple Emperor.

## Storia
Ci sono testimonianze di insediamenti preistorici nella zona di Ebsbury, risalenti all'età del ferro, e in tempi successivi strutture legate al periodo romano. La pietra arenaria verde utilizzata in edilizia è stata a lungo estratta vicino a Hurdcott e una cava è ancora attiva.

## Monumenti e luoghi d'interesse
Nel territorio di Barford St Martin sono presenti vari edifici e punti di interesse. Tra questi:
- Chiesa di San Martino. Appartiene alla diocesi di Salisbury, è stata edificata nel XIII secolo e dal 23 marzo 1960 è un monumento classificato di primo grado per il suo particolare interesse storico e architettonico.[5]
- Croce di San Martino. Si tratta di una antica croce da predicazione altomedievale posta al centro del villaggio e dal 23 marzo 1960 è un monumento classificato di primo grado sebbene ne siano rimasti solo la base e parti del fusto.[6]

Nell'abitato sono presenti anche alcuni edifici storici, ed in uno di questi è ospitato il Barford Inn, uno dei pochi pub di campagna rimasti nella zona.